# Ordini, decorazioni e medaglie del Burkina Faso

## Ordini e medaglie attivi

### Ordini
| Nastro | Onorificenza                                                                       |
| ------ | ---------------------------------------------------------------------------------- |
|        | Cavaliere di Gran Croce dell'Ordine Nazionale del Burkina Faso                     |
|        | Grand'Ufficiale dell'Ordine Nazionale del Burkina Faso                             |
|        | Commendatore dell'Ordine Nazionale del Burkina Faso                                |
|        | Ufficiale dell'Ordine Nazionale del Burkina Faso                                   |
|        | Cavaliere dell'Ordine Nazionale del Burkina Faso                                   |
|        | Cavaliere di Gran Croce dell'Ordine al Merito Burkinabè                            |
|        | Grand'Ufficiale dell'Ordine al Merito Burkinabè                                    |
|        | Commendatore dell'Ordine al Merito Burkinabè                                       |
|        | Ufficiale dell'Ordine al Merito Burkinabè                                          |
|        | Cavaliere dell'Ordine al Merito Burkinabè                                          |
|        | Commendatore dell'Ordine al Merito dello Sviluppo Rurale                           |
|        | Ufficiale dell'Ordine al Merito dello Sviluppo Rurale                              |
|        | Cavaliere dell'Ordine al Merito dello Sviluppo Rurale                              |
|        | Commendatore dell'Ordine delle Palme Accademiche                                   |
|        | Ufficiale dell'Ordine delle Palme Accademiche                                      |
|        | Cavaliere dell'Ordine delle Palme Accademiche                                      |
|        | Commendatore dell'Ordine al Merito della Gioventù e dello Sport                    |
|        | Ufficiale dell'Ordine al Merito della Gioventù e dello Sport                       |
|        | Cavaliere dell'Ordine al Merito della Gioventù e dello Sport                       |
|        | Commendatore dell'Ordine al Merito delle Arti, delle Lettere e della Comunicazione |
|        | Ufficiale dell'Ordine al Merito delle Arti, delle Lettere e della Comunicazione    |
|        | Cavaliere dell'Ordine al Merito delle Arti, delle Lettere e della Comunicazione    |
|        | Commendatore dell'Ordine al Merito dell'Economia e delle Finanze                   |
|        | Ufficiale dell'Ordine al Merito dell'Economia e delle Finanze                      |
|        | Cavaliere dell'Ordine al Merito dell'Economia e delle Finanze                      |
|        | Commendatore dell'Ordine al Merito della Salute e dell'Azione Sociale              |
|        | Ufficiale dell'Ordine al Merito della Salute e dell'Azione Sociale                 |
|        | Cavaliere dell'Ordine al Merito della Salute e dell'Azione Sociale                 |
|        | Commendatore dell'Ordine al Merito del Commercio e dell'Industria                  |
|        | Ufficiale dell'Ordine al Merito del Commercio e dell'Industria                     |
|        | Cavaliere dell'Ordine al Merito del Commercio e dell'Industria                     |

### Medaglie
| Nastro | Onorificenza                                       |
| ------ | -------------------------------------------------- |
|        | Medaglia dell'onore militare                       |
|        | Medaglia militare                                  |
|        | Medaglia commemorativa del Burkina Faso            |
|        | Medaglia d'onore dei Pompieri con stella d'oro     |
|        | Medaglia d'onore dei Pompieri con stella d'argento |
|        | Medaglia d'onore dei Pompieri con stella di bronzo |
|        | Medaglia d'onore dei Pompieri                      |
|        | Medaglia d'onore delle dogane                      |
|        | Medaglia d'onore della Polizia                     |
|        | Medaglia d'onore delle acque e delle foreste       |
|        | Medaglia d'onore della sicurezza nei penitenziari  |
|        | Medaglia d'onore delle comunità locali             |

## Ordini cessati
| Nastro | Onorificenza                                                  |
| ------ | ------------------------------------------------------------- |
|        | Cavaliere di Gran Croce dell'Ordine Nazionale dell'Alto Volta |
|        | Grand'Ufficiale dell'Ordine Nazionale dell'Alto Volta         |
|        | Commendatore dell'Ordine Nazionale dell'Alto Volta            |
|        | Ufficiale dell'Ordine Nazionale dell'Alto Volta               |
|        | Cavaliere dell'Ordine Nazionale dell'Alto Volta               |
|        | Ordine al Merito dell'Alto Volta                              |
|        | Ordine della Fiamma della Rivoluzione                         |
|        | Ordine al Merito del Lavoro                                   |
|        | Ordine della Stella Rossa della Resistenza                    |